# 班寧 (喬治亞州)
班寧（英語：Banning）是位於美國喬治亞州卡洛爾縣的一個非建制地區。該地的面積和人口皆未知。

## 地理
班寧的座標為33°30′43″N 84°55′52″W / 33.51194°N 84.93111°W，而該地的平均海拔高度為274米（即899英尺）。